# Piecky

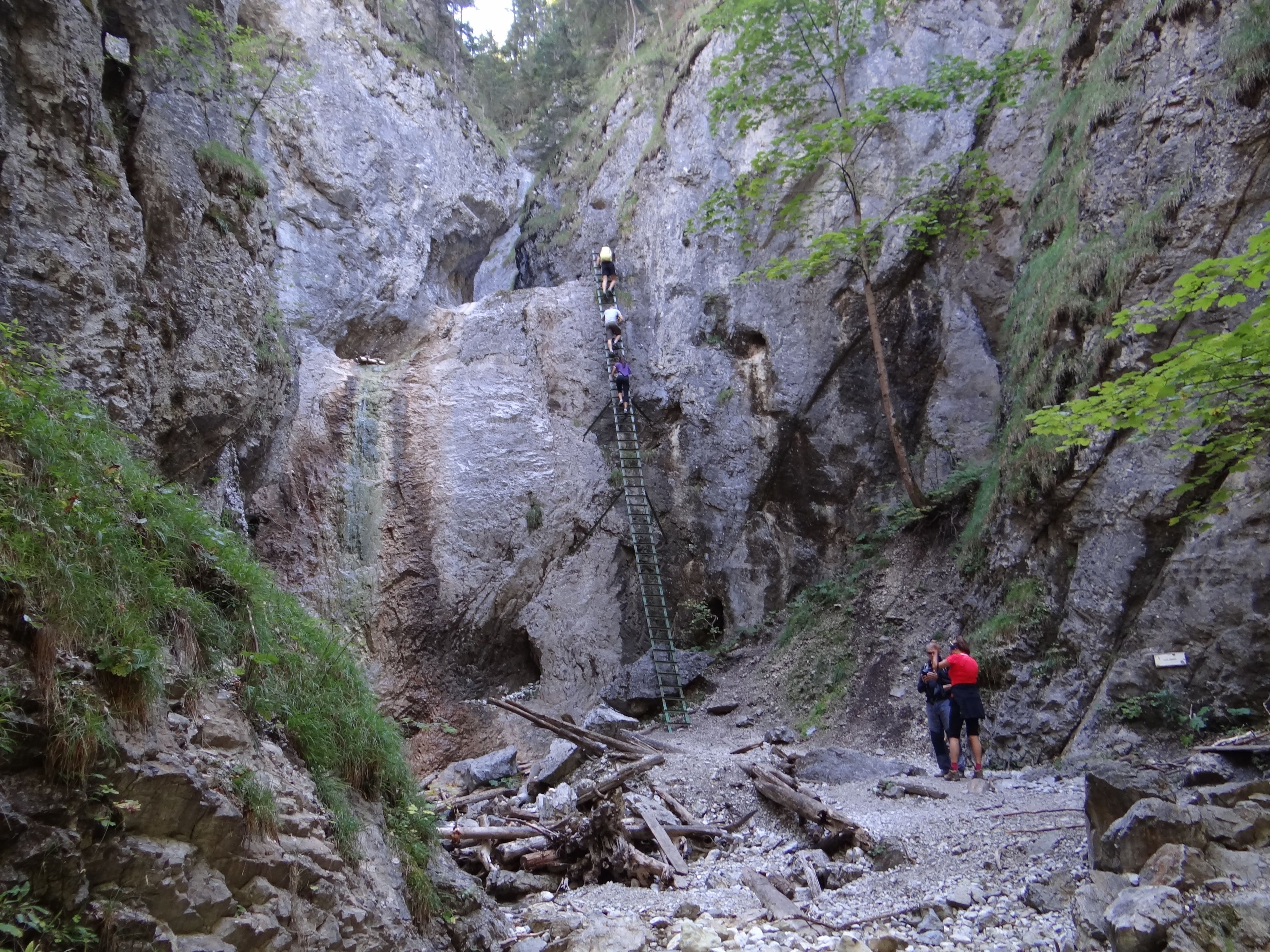
Jedna z drabin przy wodospadzie

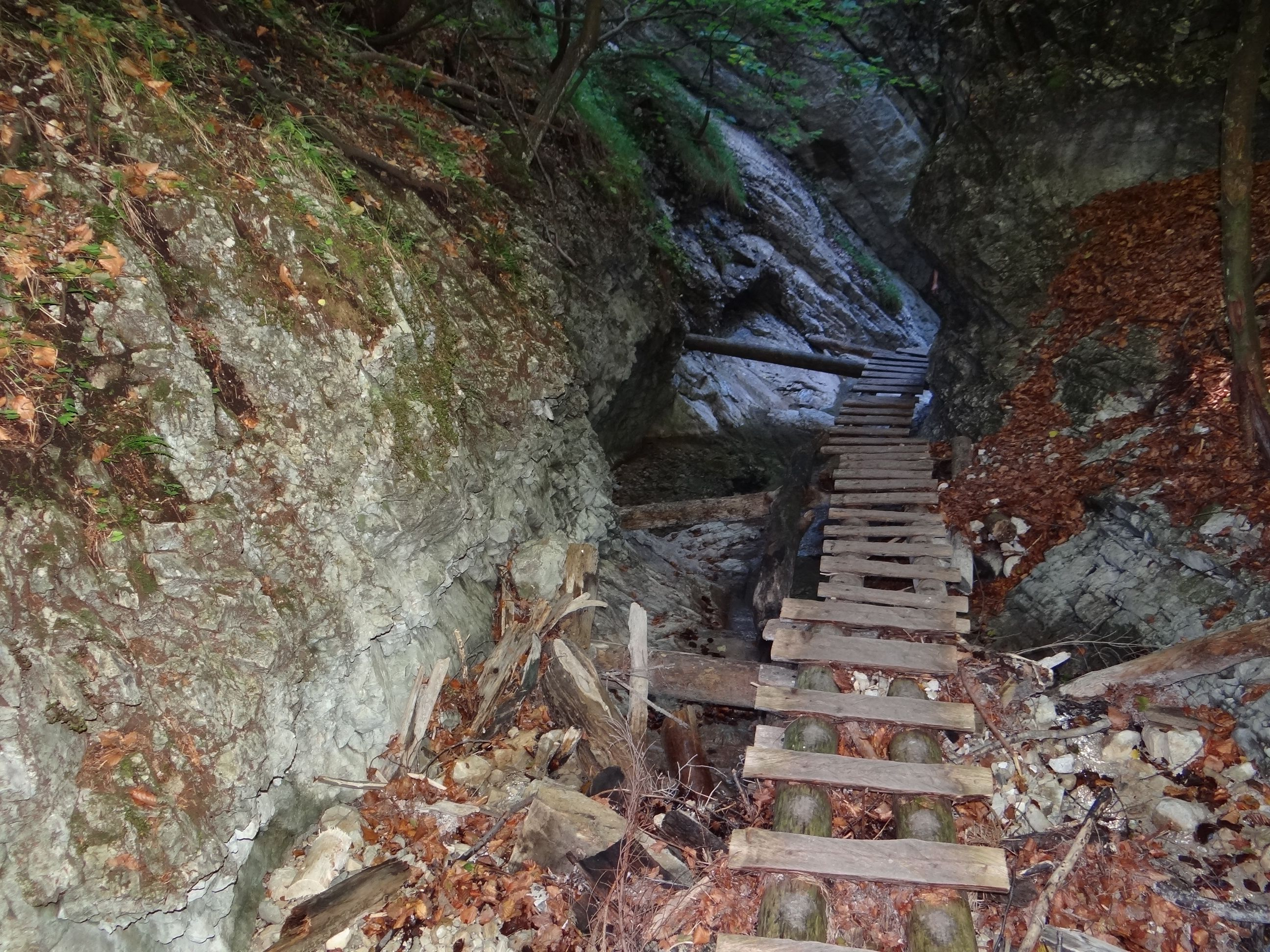
Przejście nad potokiem drewnianymi drabinkami

Piecky – wapienny wąwóz w północno-zachodniej części Słowackiego Raju.
Leży w północno-zachodniej części masywu, pomiędzy Suchą Białą na północy i Wielkim Sokołem na południu. Dolny wylot wąwozu znajduje się na wysokości 579 m przy osadzie Hrabušická Píla. Górny wylot wąwozu znajduje się na wysokości ok. 940 m przy tzw. Małej Polanie, na północnym skraju płaskowyżu Glac. Płynący wąwozem potok Píľanka ma źródła na płaskowyżu Glac, a uchodzi do Veľkej Bielej vody przy Hrabušickiej Pile. 
Dolna część wąwozu do rozgałęzienia bywa nazywana Bielou dolinou. Boczne odnogi (Zadné i Predné Piecky) nie są udostępnione dla ruchu turystycznego. Dostępne są jedynie Stredné Piecky za pomocą drabin, półeczek (słow. stúpačky) i łańcuchów. Przejście wąwozem jest tylko jednokierunkowe, w górę potoku. W wąwozie znajdują się następujące wodospady w kolejności podchodzenia: Veľký, Kaskadý i Terasový. Spadająca i wzburzona woda utworzyła pod wodospadami zagłębienia w formie pieca, od których wywodzi się nazwa wąwozu.
Pierwsze znane przejście wąwozem przypisuje się Sándorovi Mervayowi z towarzyszami w 1911 r. 
Wąwóz Piecky jest również rezerwatem przyrody utworzonym w 1964 r. o powierzchni 245 ha. Zadaniem rezerwatu jest ochrona zachowanych zespołów roślinności leśnej występujących na terenie o zróżnicowanej rzeźbie. Rezerwat ma zarówno wielkie znaczenie naukowe jak i kulturalno-turystyczne. Żyje w nim salamandra plamista, a z rzadkich roślin pełnik alpejski i zanokcica zielona.

## Szlak turystyczny
jednokierunkowy: Hrabušická Píla – Biela dolina – Stredné Piecky – Suchá Belá, záver. Czas przejścia 1.50 h.